# Forester Pass
Il Forester Pass o Passo Forester è un passo di montagna nella Sierra Nevada. Localizzato sullo Spartiacque Kings-Kern al confine tra il Parco nazionale di Sequoia e il Parco nazionale di Kings Canyon, il Forester Pass collega i bacini di Bubbs Creek e del Kern River. A 4.009 m, il Forester Pass è il punto più alto lungo il Pacific Crest Trail.
Scoperto originariamente da un gruppo di operai dello United States Forest Service, fu successivamente denominato in loro onore (Forester Pass significa infatti letteralmente "Passo del forestale").